# کلان‌شهر مستقل راترهام
کلان‌شهر مستقل راترهام (به انگلیسی: Metropolitan Borough of Rotherham) یک کلان‌شهر مستقل در انگلستان است که در یورک‌شر جنوبی واقع شده‌است.